# British Journal of Photography
Das British Journal of Photography ist nach dem Photographic Journal der Royal Photographic Society die weltweit zweitälteste Fachzeitschrift für Fotografie. Die Zeitschrift wurde im Jahr 1854 unter dem Titel Liverpool Photographic Journal gegründet und erscheint nunmehr seit 1860 unter ihrem jetzigen Titel.
Heute wendet sich das British Journal of Photography an ein an Fotografie als Kunstform interessiertes Publikum und bietet diesem bebilderte Hintergrundberichte zu führenden Fotografen, deren Projekten und Ausstellungen, Interviews, sowie Testberichte zu Fototechnik.
Michael Hallett bewertete das British Journal of Photography 2008 als eine der seit dem 19. Jahrhundert „weltweit einflussreichsten Zeitschriften zur Fotografie“.

## Publikationsgeschichte
Das British Journal of Photography wurde am 14. Januar 1854 erstmals unter dem damaligen Titel Liverpool Photographic Journal veröffentlicht und erschien bis Dezember 1856 unter ebendiesem Namen. In den folgenden zwei Jahren erschien es unter dem Titel Liverpool & Manchester Photographic Journal und von Januar bis Dezember 1859 unter der Bezeichnung Photographic Journal. In den ersten Jahren wurde die Zeitschrift von der Liverpool Photographic Society verlegt und erschien in monatlichen Abständen. Von Januar 1857 bis Dezember 1864 erschien die Zeitschrift zweiwöchentlich und von Januar 1865 an wöchentlich.
Die ersten Herausgeber des British Journal of Photography gehörten der Liverpool Photographic Society an. Von Juni 1857 bis Februar 1858 zeichnete T. A. Malone, kurzzeitiger Assistent von Fotopionier William Henry Fox Talbot, als Herausgeber. Von 1865 bis 1879 übernahm J. Trail Taylor die Herausgeberschaft, bis er diese nach seiner Übersiedlung nach New York (wo er die Herausgeberschaft der Fotografiezeitschrift Photographic Times übernahm) an W. B. Bolton abgab. Bolton gab die Zeitschrift bis kurz vor seinem Tod im Jahr 1895 heraus.
Im 19. Jahrhundert veröffentlichte das British Journal of Photography Beiträge aus einem Kreis internationaler Autoren. In den 1880er und 1890er Jahren erreichte die Zeitschrift jährlich einen Umfang von 800 Seiten im Quartformat.
Die Zeitschrift erscheint heute monatlich sowohl in einer Druck- als auch – seit September 2011 – in einer Onlineausgabe für das iPad. In den ersten fünfzehn Monaten nach ihrem Erscheinen steigerte die iPad-Ausgabe die
Reichweite des British Journal of Photography um 2500 %. Zugleich lag die Zahl der Abonnenten der Onlineausgabe 70 % über derjenigen der Druckausgabe. Im Jahr 2012 wurde die iPad-Ausgabe der Zeitschrift im Zuge der zehnten Lucie Awards in Los Angeles als „Photography Magazine of the Year“ ausgezeichnet.